# Etsuko Handa
Etsuko Handa (10 de maio de 1965) é uma ex-futebolista japonesa que atuava como meia.

## Carreira
Etsuko Handa representou a Seleção Japonesa de Futebol Feminino, nas Olimpíadas de 1996.